# E10 (Kraftstoff)
E10 ist ein Ottokraftstoff, der einen Anteil zwischen 5 und 10 % Bioethanol enthält. Die Beimischung von Bioethanol in fossilen Ottokraftstoff dient der Erfüllung der gesetzlich vorgeschriebenen Biokraftstoff-Quote und soll den Verbrauch fossiler Energie und CO2-Emissionen reduzieren.
Er wurde seit Januar 2011 in Deutschland schrittweise im Zusammenhang mit den Erfordernissen der Richtlinie 2009/28/EG (Erneuerbare-Energien-Richtlinie) eingeführt. Diese Richtlinie hob die Richtlinie 2003/30/EG (Biokraftstoffrichtlinie) vom 8. Mai 2003 auf.

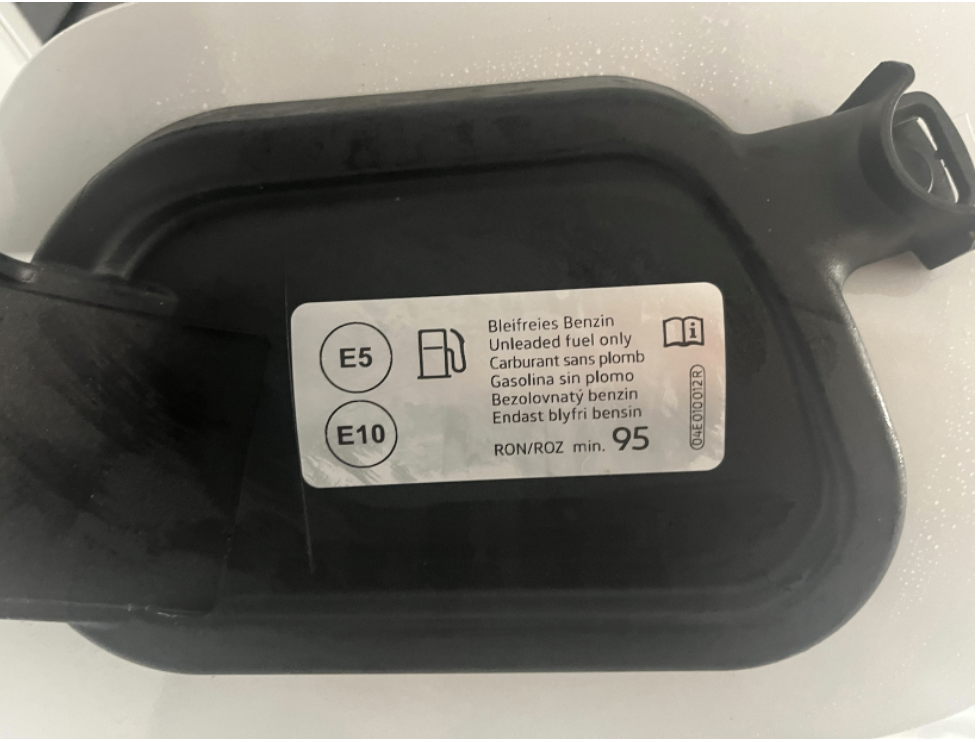
Tankdeckel eines Pkw mit E10-Freigabe

## Verbrauch
Ethanol enthält knapp 32 % weniger Energie als Benzin. In der Beimischung beträgt der Unterschied im Energiegehalt zwischen den Benzinmischungen E10 und E5 etwa 1,9 %. Der ADAC geht von durchschnittlich 3 % Mehrverbrauch gegenüber „Ottokraftstoff ohne Ethanolbeimischung“ aus und somit 1,5 % Mehrverbrauch gegenüber herkömmlichen Ethanol-Kraftstoff E5 mit nur 5 % Ethanolanteil („Superbenzin“). Da die Motoren und Abgasregelungen zumeist nicht für E10-Kraftstoff optimiert wurden, kann der Kraftstoffmehrverbrauch zwischen 1,5 % und 3 % liegen.
Ein Test des Dekra im Auftrag von Stern TV ergab im März 2011 unter Umständen sogar einen verringerten Kraftstoffverbrauch bei der Verwendung von E10, was auf die höhere Oktanzahl des Ethanols zurückgeführt wurde. Dagegen ergab eine andere Untersuchung des DEKRA im Auftrag des ARD-Ratgebers Auto und Verkehr anhand von umfangreichen Tests auf dem Rollenprüfstand wiederum einen Mehrverbrauch bei E10 von 1,5 % gegenüber herkömmlichem Superbenzin E5.
Im März 2022 ermittelte der ADAC, dass der theoretische Mehrverbrauch im Vergleich zu E5 bei etwa 1 % liegt, was auch experimentell bestätigt wurde. In der Praxis können, aufgrund der verschiedenen Motor- und Regelungstechniken, aber Abweichungen nach oben oder unten vorkommen.

## Verträglichkeit mit Motoren und anderen Fahrzeugkomponenten
Bereits 2012 konnten 99 % aller Pkw deutscher Hersteller laut Verband der Automobilindustrie E10 ohne jede Einschränkung tanken. Die E10-Verträglichkeit von Fahrzeugen kann beim jeweiligen Fahrzeughersteller erfragt oder online recherchiert werden (siehe Weblinks). Tankstellen, die E10 anbieten, müssen weiterhin auch Benzin mit 5 % Bioethanol verkaufen. Damit ist sichergestellt, dass auch Fahrzeuge weiterhin betankt werden können, die nicht für E10 freigegeben sind.
Der deutsche Automobilclub ADAC gibt an, dass in der Regel alle Fahrzeuge ab November 2010 E10 vertragen können. Der ADAC verweist auch, unter dem Vorbehalt der Freigabelisten (siehe Weblinks), dass auch ältere Modelle Ottokraftstoffe mit einem höheren Ethanolanteil ohne Schäden nutzen können.
Aus Kostengründen wurden nicht alle älteren Fahrzeugmodelle den aufwendigen E10-Tests unterzogen, diese haben daher keine Freigabe. Dies muss nicht bedeuten, dass diese Fahrzeuge durch E10 zwangsläufig Schaden nehmen.

## Situation in Deutschland

### Politisch-rechtliche Grundlagen
Die Förderung von Biokraftstoffen erfolgt in Deutschland in erster Linie durch eine ordnungsrechtliche Festsetzung, die sogenannte Biokraftstoffquote. Im Bundes-Immissionsschutzgesetz werden heizwertbezogene Mindestanteile von Biokraftstoffen an der Gesamtkraftstoffmenge festgelegt. Derzeit gilt eine Biokraftstoffquote von 6,25 %, d. h., Biokraftstoffe müssen einen Anteil von 6,25 % am gesamten Kraftstoffmarkt haben. Gleichzeitig gelten Unterquoten für den Ersatz von Ottokraftstoff (2,8 %) und Dieselkraftstoff (4,4 %). Das Verfehlen der vorgegebenen Quoten wird mit Strafzahlungen geahndet.
Der verpflichtende Einsatz von Biokraftstoffen durch eine Quote dient der Umsetzung der Vorgaben der Erneuerbare-Energien-Richtlinie der EU (Richtlinie 2009/28/EG), die vorgibt, dass jeder Mitgliedstaat im Jahr 2020 mindestens 10 % seines Endenergieverbrauchs im Verkehrssektor aus erneuerbaren Energiequellen deckt. Seit dem Jahr 2015 wird die so genannte Dekarbonisierungsstrategie der EU in Deutschland umgesetzt. Die bis dahin geltenden Gesamtquoten für Biokraftstoffe wurden abgeschafft. Stattdessen gelten für Kraftstoffe insgesamt pauschale Reduktionsziele. Seit dem Jahr 2015 müssen pro Jahr 3 % Treibhausgase eingespart werden. Dieser Wert steigt bis 2020 auf 7 %. Den größten Teil dieser Reduktion wird über die Beimischung von Biokraftstoffen oder den Verkauf von reinen Biokraftstoffen (B100, E85) erreicht.
Die Einführung von E10 als eine Möglichkeit der Quotenerfüllung wurde ermöglicht durch die Neufassung der Richtlinie 2009/30/EG vom 23. April 2009 zur Änderung der EU-Kraftstoffqualitätsrichtlinie 98/70/EG. Damit wurden die EU-Mitgliedstaaten bis Ende 2010 verpflichtet, den maximal zulässigen Ethanol-Anteil im Ottokraftstoff von vorher 5 Vol.-% (E5) auf 10 Vol.-% (E10) anzuheben. Es besteht jedoch kein Zwang, dass E10 angeboten werden muss. Für jeden Anbieter von E10-Kraftstoff gilt neben der Kennzeichnungs- und Aufklärungspflicht die ausdrückliche Verpflichtung, an derselben Entnahmestelle ebenfalls E5-Treibstoff mit identischer Oktanzahl anzubieten.
Bioethanol muss strenge Nachhaltigkeitskriterien einhalten. Alle Biokraftstoffe müssen die Auflagen der Biokraftstoff-Nachhaltigkeitsverordnung erfüllen, um auf die Quote anrechenbar zu sein oder um steuerlich entlastet zu werden. Aktuell muss in Deutschland vertriebenes Bioethanol mindestens 35 % Treibhausgase gegenüber fossilem Benzin einsparen. Zudem sind Flächen mit hoher biologischer Vielfalt und großem Kohlenstoffspeicher, wie Regenwälder, nicht für die Rohstoffproduktion erlaubt. Die Nachhaltigkeitsanforderungen gelten allerdings nur für den Bioanteil, nicht jedoch für den fossilen Kraftstoff.
Auch nach über einem Jahr (Stand Juni 2012) lag der Anteil an verkauftem E10 immer noch bei deutlich unter 20 %. Die Einführung des E10 wurde von Mineralölkonzernen als „relativer Misserfolg“ gewertet, da man mit einem Anteil von mindestens 80 % gerechnet hatte.
Im August 2012 plädierte angesichts hoher Getreidepreise der Bundesminister für Entwicklungshilfe Dirk Niebel als erstes Mitglied der Bundesregierung für eine Abschaffung von E10. Greenpeace, der Bund für Umwelt und Naturschutz (BUND) und die Verbraucherzentrale schlossen sich dieser Forderung an.
Der Bundesverband der deutschen Bioethanolwirtschaft e. V. reagierte mit einer Stellungnahme bezüglich der Forderungen des Bundesentwicklungsministers und machte klar, dass deutsches Bioethanol nur aus Industrierüben und Getreide mit Futtermittelqualität hergestellt werde und somit keine Nahrungsmittel verarbeitet werden. Dazu verweist der Verband darauf, dass die Einführung von E10 weitaus besser geklappt hat als die Einführung von bleifreiem Benzin in den 1980er Jahren.

### Zapfsäulenkennzeichnung

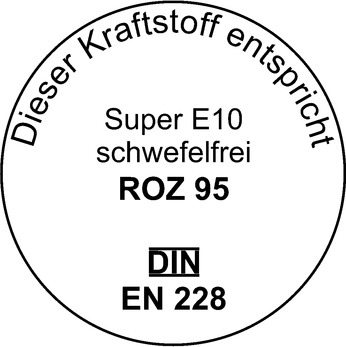
Zapfsäulenaufkleber Super E10 schwefelfrei (ROZ 95) gemäß DIN 228

Nach § 13 der Verordnung über die Beschaffenheit und die Auszeichnung der Qualitäten von Kraft- und Brennstoffen (10. BImSchV) sind im geschäftlichen Verkehr die gewährleisteten Qualitäten an den Zapfsäulen sowie an der Tankstelle „deutlich sichtbar zu machen“. In Deutschland findet man deshalb an allen Benzin-Zapfsäulen für E10 die in der 10. BImSchV (Anlagen 1a-c und 2a) geforderten runden Aufkleber mit dem Text:
- Super E10 schwefelfrei (ROZ 95)

### Markteinführung und -entwicklung

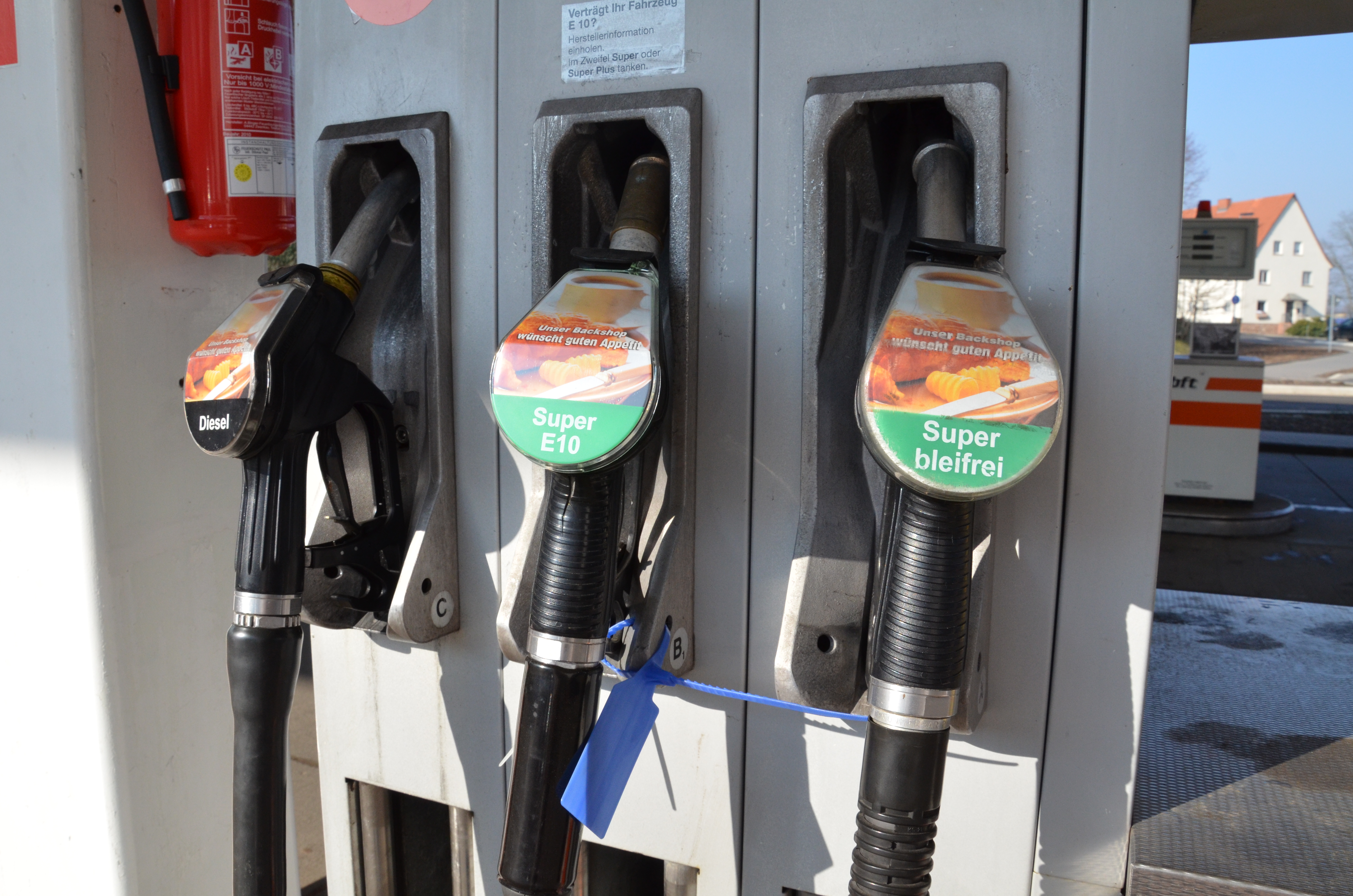
Verplombte E10-Säule am 3. März 2011

Bei der Markteinführung von E10 kam es zunächst zu Problemen. Auf verschiedenen Internetportalen wie auto.de wurde zum Boykott des E10-Kraftstoffs aufgerufen. Auch wurde eine Online-Petition für die Verschiebung der Einführung von E10 gestartet, die von ca. 2000 Bürgern mitgezeichnet wurde. Eine weitere Petition fordert die Aufhebung der EU-Richtlinie zum E10-Kraftstoff. Sie wurde von über 1000 Bürgern unterzeichnet.
Hinzu kamen organisatorische und kommunikative Defizite bei der Mineralölwirtschaft. So meldete der Mineralölwirtschaftsverband (MWV) zunächst, aufgrund massiver Absatzprobleme sowie Versorgungsengpässen bei anderen Benzinsorten würde die Einführung von E10 pausiert werden. Später relativierte der Verband seine Meldung und stellte klar, dass lediglich die Raffinerieproduktion der Nachfrage angepasst werde und die Einführung des Treibstoffes „entsprechend der politischen Vorgaben der Bundesregierung“ weiterlaufe. Bundesumweltminister Norbert Röttgen kritisierte, „das Durcheinander, das die Mineralölwirtschaft hier veranstaltet“, sei nicht akzeptabel, sondern führe „zu einer vollständigen Verunsicherung der Verbraucher“. Die Mineralölindustrie solle „sich endlich eine vernünftige Strategie überlegen, statt jeden Tag widersprüchliche Botschaften auszusenden“. Bundeswirtschaftsminister Rainer Brüderle lud alle Beteiligten am 8. März 2011 zum ersten „Benzin-Gipfel“ ein, der keine nennenswerten Ergebnisse brachte. Ursprünglich war mit einem E10-Marktanteil von 90 % gerechnet worden, jedoch blieb dieser weit hinter diesem Wert zurück. Der damalige Geschäftsführer von Shell Deutschland, Peter Blauwhoff, forderte Röttgen daher auf, sich um mehr Akzeptanz bei der Bevölkerung zu bemühen und deutete die Nichtnutzung des Kraftstoffes als Protesthaltung.
Einige Tankstellenketten wie der Marktführer Aral boten, unter dem Druck der Nachfrageschwäche, neben E10 nun auch wieder zusätzlich den vertrauten Kraftstoff E5 an.
Im April 2011 erstattete der ADAC Anzeige gegen fünf Ölkonzerne. Nach Ansicht des ADAC verstoßen Aral, BP, Jet, OMV und Shell gegen die gesetzlichen Regelungen zur E10-Einführung. Es sei vorgeschrieben, dass Anbieter von Super E10 gleichzeitig auch ein entsprechendes „klassisches“ Superbenzin E5 (also mit niedrigerem Ethanol-Anteil) vorhalten müssten. Der ADAC machte Stichproben an Tankstellen in München. Dort werde unter der Bezeichnung Super ein Kraftstoff der Qualität 'Super Plus' angeboten, dieser koste pro Liter acht Cent mehr als das E10. Der Ethanolgehalt in E10 wurde im ersten Halbjahr 2020 auf 6,6 Volumenprozent angehoben (2019: 6,0 %).
Laut den amtlichen Mineralöldaten des Bundesamtes für Wirtschaft und Ausfuhrkontrolle (BAFA) lag der E10-Anteil an Ottokraftstoffen im Jahr der Einführung 2011 bei 9,3 %, 2014 bei 15,2 %, 2018 bei 12,9 %. Noch im März 2022 befanden Auto Bild und ADAC, der E10-Kraftstoff leide an mangelnder Akzeptanz. Jedoch erreichte die Sorte 2022 mit 23,7 % den bis dahin höchsten Jahres-Marktanteil seit ihrer Einführung. Der Jahres-Marktanteil von 2023 übertraf diesen Wert mit 26,4 % erneut. Im Jahr 2024 wurden 27,4 % erreicht.
| Jahr | gesamt     | Normal    | Super-E5   | Super-E10 | Anteil E5 | Anteil E10 | Beimischung Ethanol | E-Mittelwert |
| ---- | ---------- | --------- | ---------- | --------- | --------- | ---------- | ------------------- | ------------ |
| 2006 | 22603599 t | 6280418 t | 15680704 t | –         | 69.4 %    | –          | 63473 t             | 0.28 %       |
| 2007 | 21292028 t | 5574302 t | 15109392 t | –         | 71.0 %    | –          | 88478 t             | 0.42 %       |
| 2008 | 20561379 t | 1842941 t | 18138702 t | –         | 88.2 %    | –          | 250957 t            | 1.22 %       |
| 2009 | 20177887 t | 943916 t  | 18675761 t | –         | 92.6 %    | –          | 687416 t            | 3.41 %       |
| 2010 | 19614794 t | 696048 t  | 18372792 t | –         | 93.7 %    | –          | 1028122 t           | 5.24 %       |
| 2011 | 19601120 t | 131068 t  | 15234174 t | 1826545 t | 77.7 %    | 9.3 %      | 1054307 t           | 5.38 %       |
| 2012 | 18486837 t | 36788 t   | 14721990 t | 2618505 t | 79.6 %    | 14.2 %     | 1089724 t           | 5.89 %       |
| 2013 | 18422273 t | 4240 t    | 14593179 t | 2761350 t | 79.2 %    | 15.0 %     | 1040510 t           | 5.65 %       |
| 2014 | 18526635 t | 2011 t    | 14646518 t | 2816864 t | 79.1 %    | 15.2 %     | 1082024 t           | 5.84 %       |
| 2015 | 18226083 t | 1168 t    | 14952750 t | 2473731 t | 82.0 %    | 13.6 %     | 1054157 t           | 5.78 %       |
| 2016 | 18237749 t | 95 t      | 15098530 t | 2302105 t | 82.8 %    | 12.6 %     | 1046668 t           | 5.74 %       |
| 2017 | 18296024 t | –         | 15023928 t | 2441807 t | 82.1 %    | 13.3 %     | 1045080 t           | 5.71 %       |
| 2018 | 17837098 t | –         | 14717831 t | 2308617 t | 82.5 %    | 12.9 %     | 1077434 t           | 6.04 %       |
| 2019 | 17965914 t | –         | 14668534 t | 2464388 t | 81.6 %    | 13.7 %     | 1054582 t           | 5.87 %       |
| 2020 | 16259058 t | –         | 13124861 t | 2256274 t | 80.7 %    | 13.9 %     | 971943 t            | 5.98 %       |
| 2021 | 16428279 t | –         | 12685389 t | 2817991 t | 77.2 %    | 17.2 %     | 995170 t            | 6.06 %       |
| 2022 | 16915031 t | –         | 12141609 t | 4014503 t | 71.8 %    | 23.7 %     | 1058835 t           | 6.26 %       |
| 2023 | 17344340 t | –         | 11898988 t | 4577853 t | 68.6 %    | 26.4 %     | 1119897 t           | 6.46 %       |
| 2024 | 17709482 t | –         | 11950550 t | 4859257 t | 67.5 %    | 27.4 %     | 1165955 t           | 6.58 %       |

## International

### Österreich
Nachdem bereits E5 seit längerem in Einsatz ist, sollte ab dem 1. Oktober 2012, E10 eingeführt werden. Bis Mitte September 2012 wurde dieser Zeitplan trotz zahlreicher Kritiker im eigenen Land eingehalten. Die Kritik kommt nicht zuletzt auch von der Autofahrerseite, da der Zusatz von E10 im Gegensatz zum bereits dem E5 beigemischten Anteil nicht mehr von der Mineralölsteuer befreit sein soll und damit keinerlei Preisvorteile gegeben wären. Lieferant des beigemischten Ethanols wäre wie schon für die 5 % Beimischung die Firma Agrana AG mit ihrem Werk in Pischelsdorf in Niederösterreich.
Am 17. September 2012 kündigte jedoch Umwelt- und Landwirtschaftsminister Berlakovich an, das Projekt auszusetzen. Grund seien Besprechungen mit anderen EU-Ministern, die E10 auf europäischer Ebene neu bewerten wollen. Der Kritik, dass wertvolle Lebensmittel bei der Kraftstoffherstellung verloren gingen, halten Wissenschaftler der FH Oberösterreich entgegen, dass der in Österreich benötigte Alkohol rein aus inländischem Mais- oder Weizenstroh, sowie aus Elefantengras hergestellt werden könnte.
Gemäß Regierungsübereinkommen Türkis-Grün vom 2. Januar 2020 wird E10-Benzin auch in Österreich eingeführt. Ab April 2023 wurde nun E10 auch in Österreich eingeführt und ersetzt E5.

### Andere EU-Staaten
Die Kraftstoffqualitätsrichtlinie der EU schreibt vor, dass sich die Lebenszyklus-Treibhausgas-Emissionen bei Kraftstoffen bis 2020 insgesamt um 10 % pro Energieeinheit verringern müssen (Richtlinie 2009/30/EG). Deutschland hat hierfür E10 auf den Markt gebracht. Außer in Deutschland wurde die Einführung von E10 auch in Finnland und Frankreich (2009) gestartet. In Frankreich lag der Verkaufsanteil Ende 2010 bei 13 %, was eine annähernde Verdopplung gegenüber 2009 darstellt und bei fast 20 % aller Tankstellen angeboten wurde. Schweden folgte im Mai 2011. Dort ist schon seit längerer Zeit E85 üblich, wofür aber speziell gebaute Fahrzeuge mit der in Deutschland entwickelten Flexifuel-Technik ausgestattet sein müssen.

### Schweiz
Die Schweiz, die nicht in der EU ist, hat keine systematische Einführung von Treibstoff mit erhöhtem Ethanolanteil geplant, jedoch wird dem Benzin (Bleifrei 95 Oktan, SuperPlus 98 Oktan) (bis zu) 5 % Ethanol beigemischt. Agrola bietet für Flex-Fuel-Fahrzeuge E85 (mit 85 % Ethanol und 15 % Benzin) an.

### Vereinigte Staaten
In den USA ist E10 schon seit mehreren Jahren erhältlich. Zuletzt wurde hier E15 auf den Markt gebracht.

## Ausblick
Klimakommissarin Connie Hedegaard und Energiekommissar Günther Oettinger haben einen Entwurf zu einer EU-Verordnung erarbeitet, der eine Änderung der bisherigen Pläne der EU zum Biokraftstoff beinhaltet: anstatt bisheriger Planungen, etwa 10 % des Gesamtenergiebedarfs für den Verkehr bis zum Jahr 2020 aus Biokraftstoff zu decken, soll Biokraftstoff aus Nahrungsmitteln nunmehr auf 5 % begrenzt werden, während weitere 5 % aus „Biokraftstoff der zweiten Generation“ bereitgestellt werden sollen. Der Entwurf sollte im Oktober 2012 der Öffentlichkeit vorgestellt werden. Eine Abschaffung von E10 soll mit dem neuen Entwurf nicht einhergehen. Tatsächlich wurde die Richtlinie 2009/28/EG (Erneuerbare-Energien-Richtlinie) erst 2015 durch die Änderungsrichtlinie 2015/1513/EU geändert. In der Erneuerbare-Energien-Richtlinie RED II ist als Ziel angegeben, bis zum Jahr 2030 14 % des Energiebedarfs im Verkehrssektor durch Erneuerbare Energien zu decken. Dabei soll der Anteil von Biokraftstoffen aus Nahrungsmitteln maximal 7 % betragen.

## Bewertung
siehe zur grundsätzlichen Diskussion Bewertung von Biokraftstoffen
Ziel der Beimischung von Biokraftstoffen ist es, die Abhängigkeit von fossilen Rohstoffen zu verringern und das Klima zu schonen. Bio-Ethanol gilt nicht als klimaneutral, da zwar das bei der Verbrennung emittierte zuvor durch das Wachstum der Pflanzen der Atmosphäre entzogen wurde, für Anbauflächenbewirtschaftung jedoch einen höheren Energieeinsatz für Herstellung und Betrieb von Bearbeitungsgeräten und für die Ethanolerzeugung selbst notwendig ist, als bei fossilem Benzin. Der Ersatz erdölbasierter Treibstoffe durch Agrartreibstoffe spart andererseits fossile Rohstoffe ein. Wenn jedoch für die Erzeugung des Ethanols Wälder gerodet werden und bei Erzeugung und Transport fossile Brennstoffe eingesetzt werden, verringert sich die positive Wirkung auf die Klimabilanz und könnte sich sogar in einen Nachteil verkehren. Auch die Emission von Luftschadstoffen gilt es zu beachten.
Um die Umweltverträglichkeit von Biokraftstoffen zu gewährleisten, hat die Bundesregierung eine Biokraftstoff-Nachhaltigkeitsverordnung erlassen. Danach gelten Biokraftstoffe nur dann als nachhaltig hergestellt, wenn sie – unter Einbeziehung der gesamten Herstellungs- und Lieferkette – im Vergleich zu fossilen Kraftstoffen mindestens 35 % an Treibhausgasen einsparen (seit 2017 mindestens 50 %). Des Weiteren dürfen zum Anbau der Pflanzen für die Biokraftstoffherstellung keine Flächen mit hohem Kohlenstoffgehalt oder mit hoher biologischer Vielfalt, etwa Regenwälder oder Torfmoore, genutzt werden. Biokraftstoffe, die diese Nachhaltigkeitsstandards nicht einhalten, können weder steuerlich begünstigt noch auf die zu erfüllende Biokraftstoffquote angerechnet werden.
Der energiepolitische Sprecher der Grünen, der Physiker Hans-Josef Fell, sprach sich anstelle von E10 für die Unterstützung heimischer Biokraftstoffe wie reine Pflanzenöle, Biodiesel oder E85 aus. Nutznießer von E10 seien „alleine die Mineralölkonzerne, die das Geschäft der Biokraftstoffe selbst in die Hand nahmen und sich kaum um die Nachhaltigkeitskriterien scherten“.
Der Biowissenschaftler Eckhard Boles sprach sich für E85 aus, verteidigte aber gleichzeitig die Einführung von E10, für die es gute Gründe gebe. Bioethanol habe eine positive Klimabilanz, es werde auf ökologisch vertretbare Weise gewonnen, bringe Unabhängigkeit gegenüber den Ölmultis im Nahen Osten, schaffe Arbeitsplätze in Deutschland und schone die Erdölreserven.
Der ADAC begrüßte die Entscheidung für E10, stellte jedoch auch fest, dass E10-Kraftstoff verglichen mit E5-Kraftstoff zu einem geringfügigen Anstieg des Kraftstoffverbrauchs führt, was den Effekt der Einsparung von fossilem CO2 teilweise wieder aufhebt. Dies lässt sich auch durch Anpassungen der Motoren nicht gänzlich vermeiden, weil sich der Mehrverbrauch aus dem wesentlich geringeren Heizwert von Ethanol, verglichen mit Benzin, ergibt.
Der Bundesverband Erneuerbare Energie erklärte: „Bioenergie taugt nicht als Sündenbock für eine verfehlte Agrarpolitik“ und wies die „Generalangriffe“ auf E10 als „unsachlich“ zurück. Weder könne ein E10-Stopp in Deutschland den Welthunger bekämpfen, noch sei die Bioenergie der maßgebliche Treiber für Monokulturen.
Eine Literaturstudie von Germanwatch kommt zu dem Schluss, dass Bioethanol unter richtigen Anbaubedingungen positive Effekte hat und gerade für Entwicklungsländer dazu beitragen kann, wirtschaftliches Wachstum zu generieren und die Importabhängigkeit von Erdöl zu verringern.
Andere Umweltverbände wie der BUND, Greenpeace und Rettet den Regenwald erwarten durch die Einführung von E10 keine positiven Effekte für die Umwelt. Durch die Erhöhung des Ethanolanteils auf 10 % erwartet der BUND eine Erhöhung des Bedarfs von Getreide, Zuckerrüben und Mais auf insgesamt rund fünf Millionen Tonnen. Die dazu notwendigen Flächen ständen dann nicht mehr der Nahrungsmittelproduktion zur Verfügung. Der BUND spricht daher von einer „Mogelpackung“ für die Klimabilanz und von „Verbrauchertäuschung“. Greenpeace erwartet durch einen hohen Einsatz von Pestiziden und Düngemitteln sowie großen Monokulturen eine Verschlechterung der Klimabilanz und fordert wegen der hohen Getreidepreise ein sofortiges Aus für den Biosprit E10 in Deutschland.
Die Behauptung, es werde weniger Fläche für Nahrungsproduktion zur Verfügung stehen, steht allerdings im Widerspruch zu der Tatsache, dass in Deutschland gemäß dem Flächenstilllegungs-Programm der EU große Flächen aus der Nahrungsmittel-Produktion genommen wurden. Auf solchen stillgelegten Flächen dürfen nachwachsende Rohstoffe für die Verwendung in Industrie und Kraftstoffen angebaut werden, die Flächen dürfen jedoch nicht für die Nahrungsmittel-Produktion genutzt oder reaktiviert werden.
Eine Studie des ifeu-Instituts kam 2022 zum Schluss, dass aufgrund der CO₂-Opportunitätskosten der Import von fossilen Kraftstoffen klimafreundlicher sei als der Einsatz von Anbau-Biokraftstoffen. Grund dafür sei u. a. der Schutz der Biodiversität.
In kritischen Betrachtungen über E10, E25 (USA) und E85 wegen des Agro-Ethanol-Anteils fehlt in der Regel jegliche vergleichende kritische Auseinandersetzung mit der Nicht-Nachhaltigkeit und der Toxizität des aus Erdöl hergestellten Benzin-Anteils. Ebenso wird nicht berücksichtigt, dass das Antiklopfmittel ETBE seit mehr als zehn Jahren dem Benzin zugesetzt wird. ETBE wird aus Ethanol hergestellt, so dass dieses auch vor der Einführung von E10 in größerer Menge als dem Beimischungsanteil benötigt und hergestellt wurde. Die Kritik konzentriert sich dagegen zumeist auf die Rechenmodelle über die Frage der Nachhaltigkeit und Umweltfreundlichkeit von Ethanol, macht aber nie vergleichende Aussagen über die mangelnde Umweltfreundlichkeit von Benzin und anderen Erdölprodukten.